# سالم صالح
سالم صالح مواليد 14 يناير 1991، هو لاعب كرة قدم إماراتي يلعب كمهاجم يلعب في نادي دبا الحصن . مثّل منتخب الإمارات العربية المتحدة لكرة القدم.

## مرحلة الشباب

### أندية لعب لها
- نادي الوحدة (الامارات)

## المسيرة الاحترافية

### أندية لعب لها
- نادي الوحدة
- نادي النصر
- نادي الشارقة
- نادي دبا الحصن

## روابط خارجية
- سالم صالح على موقع ناشيونال فوتبول تيمز (الإنجليزية)
- سالم صالح على موقع Soccerway.com (الإنجليزية)
- سالم صالح على موقع عالم كرة القدم.نت (الإنجليزية)